# Natú
El natú o peagaxinan és una llengua indígena d'Amèrica, actualment extinta i anteriorment parlada al NE del Brasil.

## Distribució geogràfica
Segons algunes informacions les ètnies natú i xocó haurien viscut al Posto Pare Alfredo
Damaso i també prop de Pacatuba, Sergipe. No obstant això, l'extensa enquesta lingüística de 1961 duta a terme per Wilbur Pickering, Menno Kroeker i Paul Wagner no va trobar vestigis dels membres d'aquestes ètnies.
Segons Loukotka el natú o peagaxinan, es parlava també en Pôrto Real do Colégio, encara que el territori original dels natú era el riu Ipanema (afluent nord del riu São Francisco, en el centre de l'estat de Pernambuco.

## Vocabulari
Vocabulari natú, parlat pels caboclos natús a Colégio, Alagoas (Pompeu 1958):
| Glossa            | Natú      |
| ----------------- | --------- |
| estrella          | iroinkó   |
| foc               | shakishá  |
| aigua             | kraunã    |
| Riu São Francisco | Opára     |
| pipa              | katuká    |
| pipa cerimonial   | kuzipé    |
| maracá            | shishiá   |
| diner             | meré      |
| dona              | pikwá     |
| gent estranya     | zitók     |
| bou               | krazó     |
| ovella            | sêprun    |
| caimà             | gozê      |
| tortuga           | kati      |
| mandioca          | grogó     |
| fesol             | ma, tsaká |
| tabac, fum        | bazé      |